# Ramona (roman)
Ramona är en roman utgiven 1884 av den amerikanska författarinnan Helen Hunt Jackson. Romanen handlar om en delvis skotsk och delvis indiansk föräldralös flicka som växer upp och gifter sig i södra Kalifornien. Boken skildrar huvudpersonens hårda liv och den diskriminering hon utsätts för. Den samhällskritiska romanen bidrog till ändringar i lagen kring ursprungsbefolkningen i USA. 